# Parallowithius
Genre
Parallowithius est un genre de pseudoscorpions de la famille des Withiidae.

## Distribution
Les espèces de ce genre se rencontrent en Afrique du Sud et en Namibie.

## Liste des espèces
Selon Pseudoscorpions of the World (version 3.0) :
- Parallowithius deserticola (Beier, 1947)
- Parallowithius pauper Beier, 1955

## Publication originale
- Beier, 1955 : Pseudoscorpionidea. South African animal life. Results of the Lund Expedition in 1950-1951, Almquist and Wiksell, Stockholm, vol. 1, p. 263-328.